# Calycogonium lomense
Calycogonium lomense là một loài thực vật có hoa trong họ Mua. Loài này được (Urb.) Judd & Skean mô tả khoa học đầu tiên năm 1991.